# Semantic MediaWiki
Semantic MediaWiki (SMW) es una extensión para MediaWiki, que permite anotar datos semánticos dentro de páginas wiki, convirtiendo así a una wiki que incorpore la extensión en una wiki semántica. Los datos que han sido codificados pueden ser utilizados en búsquedas semánticas, usados para agregación de páginas, mostrados en formatos como mapas, calendarios y gráficos, y exportados al mundo exterior a través de formatos como RDF y CSV.

## Autores
Semantic MediaWiki fue creado inicialmente por Markus Krötzsch, Denny Vrandečić y Max Völkel, y fue lanzado por primera vez en 2005. Su desarrollo fue financiado por el SEKT (proyecto de FP6 financiado por la UE), y fue apoyado más tarde en parte por el Instituto AIFB de la Universidad de Karlsruhe (más tarde rebautizada como Instituto de Tecnología de Karlsruhe). Krötzsch sigue siendo el principal desarrollador a fecha de 2011, mientras que otros desarrolladores principales son Jeroen De Dauw y Yaron Koren.

## Sintaxis básica
Cada anotación semántica dentro de SMW es una "propiedad" que conecta a la página en la que reside con alguna otra pieza de datos, ya sea otra página o un valor de algún tipo, usando triplas de la forma "sujeto, predicado, objeto".
A modo de ejemplo, una página sobre Alemania podría tener, codificado dentro de ella, el hecho de que su capital es Berlín. En la página "Germany" (Alemania en inglés), la sintaxis sería la siguiente:
```
 ... la capital es 
[[
Has capital:
:
Berlin
]]
 ...

```

que es semánticamente equivalente a la declaración de "Germany" "Has capital" "Berlin" ("Alemania", "Tiene capital", "Berlín"). En este ejemplo, la página "Germany" es el sujeto, "Has capital" es el predicado y "Berlin" es el objeto al cual el enlace semántico está apuntando.
Sin embargo, la forma más común de almacenar datos dentro de Semantic MediaWiki es a través de plantillas de MediaWiki que en sí mismas contienen el marcado SMW necesario. Para este ejemplo, la página "Germany" podría contener una llamada a una plantilla llamada "Country" (país en inglés), que se parecía a esto:
```
{{
Country

...
|Capital=Berlin
...
}}

```

La plantilla "Country" se encargaría de almacenar el valor del parámetro "Capital" utilizando la propiedad "Has capital". La plantilla también manejaría la presentación de los datos. Los desarrolladores de Semantic MediaWiki han estimado que el 99% los datos de SMW se almacenan de esta manera.
Semantic MediaWiki también tiene sus propias herramientas de consulta en línea. Por ejemplo, si las páginas sobre los países almacenasen información adicional como datos de población, una consulta podría ser añadido a una página que muestra una lista de todos los países con una población de más de 50 millones de habitantes, junto con su capital; y Alemania, aparecería en esa lista, con Berlín a su lado.

## Uso
Semantic MediaWiki está en uso en más de 300 wikis públicas activas en todo el mundo, además de un número desconocido de wikis privadas. Entre las wikis públicas más notables que usan SMW se encuentran la wiki de Metacafe, SNPedia, SKYbrary, Metavid, Familypedia, OpenEI, Oh Internet y Free Software Directory. Entre las organizaciones que utilizan internamente SMW se incluyen Pfizer, Harvard Pilgrim Health Care, Johnson & Johnson Pharmaceutical Research and Development, el Pacific Northwest National Laboratory, el Museo Metropolitano de Arte y el Departamento de Defensa de los Estados Unidos.
SMW en particular ha ganado fuerza en el ámbito del cuidado médico por la creación de forma colaborativa terminologías y ontologías biomédicas. Ejemplos de ello son LexWiki, que está gestionado conjuntamente por la Clínica Mayo, el National Cancer Institute, la Organización Mundial de la Salud y la Universidad de Stanford; y NeuroLex de Neuroscience Information Framework.
Semantic MediaWiki también está soportado por al menos dos granjas wiki: Referata por defecto, así como Wikia a petición del usuario.

## Uso potencial en Wikipedia
Algunos miembros de la comunidad académica comenzaron a instar a la utilización de SMW en la Wikipedia desde que fue propuesto por primera vez. En un artículo de 2006, Max Völkel et al. escribieron que a pesar de la utilidad de Wikipedia, "sus contenidos son difícilmente interpretables por máquinas. El conocimiento estructural, por ejemplo, sobre cómo los conceptos se relacionan entre sí, no puede ser establecido formalmente ni procesado de forma automática. También la gran cantidad de datos numéricos sólo está disponible como texto sin formato y, por tanto, no puede ser procesada por su significado real".
En 2010, el subdirector de la Fundación Wikimedia Erik Möller dijo que Wikimedia estaba interesada en la adición de capacidades semánticas para Wikipedia, pero que no estaban seguros de si Semantic MediaWiki era la solución adecuada, ya que no estaba claro si podría ser utilizada sin afectar negativamente el rendimiento de la Wikipedia.
Un proyecto de Wikimedia que se inició en 2012, Wikidata, puede que utilice Semantic MediaWiki como base para un sistema que proporciona datos semánticos para su uso en las infoboxes de todos los idiomas de Wikipedia.

## Extensiones derivadas

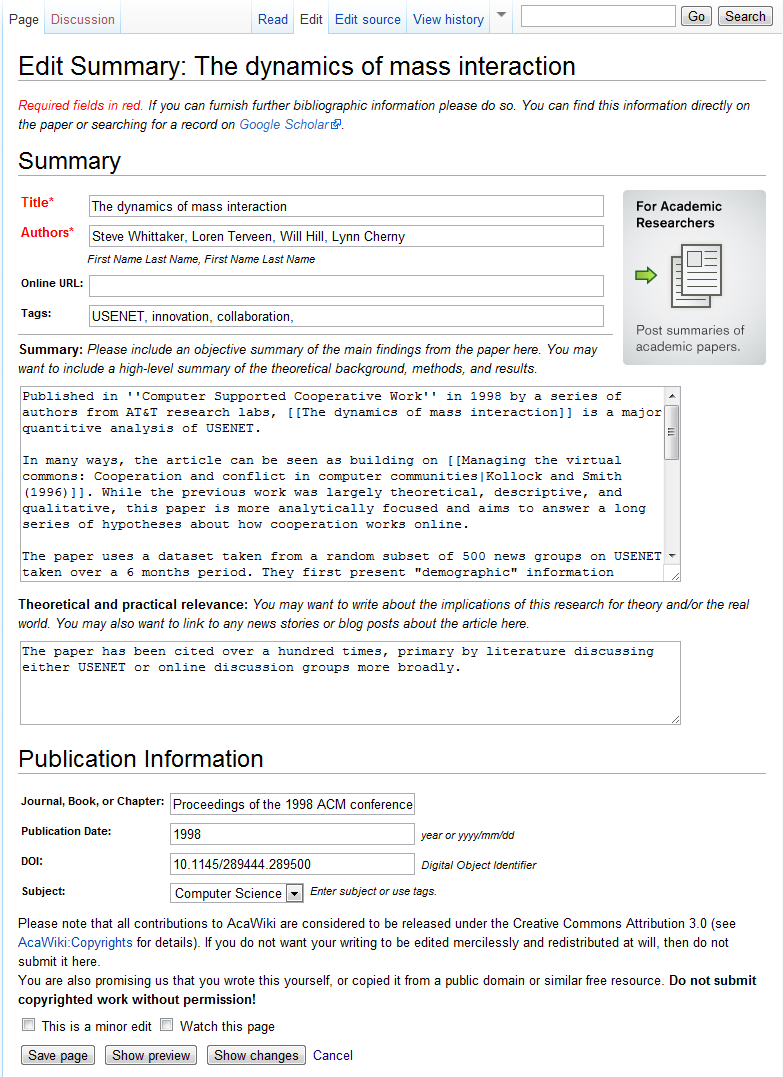
Un formulario para editar una página, usando la extensión Semantic Forms

Una gran variedad de extensiones MediaWiki de código abierto existen que utilizan la estructura de datos proporcionada por Semantic MediaWiki. Entre las más notables se encuentran:
- Page Forms - permite a los formularios creados por el usuario añadir y editar páginas que utilizan datos semánticos
- Semantic Extra Special Properties - Añade algunas propiedades adicionales especiales a todas las páginas
- Semantic Drilldown - proporciona una interfaz de navegador por facetas para ver los datos semánticos en una wiki
- Semantic Compound Queries - proporciona una función de analizador para la visualización de varias consultas al mismo tiempo, como por ejemplo dentro de un calendario o un mapa
- Semantic Result Formats - ofrece un gran número de formatos de visualización de datos semánticos, incluyendo tablas, gráficos, calendarios y funciones matemáticas
- Maps - muestra datos semánticos geográficos que utilizan distintos servicios de mapas

## Comunidad
La reunión oficial de desarrolladores y usuarios de Semantic MediaWiki es SMWCon, que se celebra dos veces al año desde 2010, en varias ciudades de los Estados Unidos y Europa. Cada evento ha tenido alrededor de 30-45 participantes.

## Lecturas recomendadas
- Software could add meaning to 'wiki' links, Matthew Sparkes, New Scientist, June 7, 2006
- Markus Krötzsch, Denny Vrandecic, Max Völkel, Heiko Haller, Rudi Studer: Semantic Wikipedia. Journal of Web Semantics 5/2007, December 2007.
- (en alemán) Struktur fürs Wiki, Rolf Strathewerd, Linux-Magazin, July 2009
- Smart, P. R.; Braines, D.; Bao, J.; Mott, D.; Huynh, T. D.; Shadbolt, N.: Supporting Distributed Coalition Planning with Semantic Wiki Technology Archivado el 31 de octubre de 2011 en Wayback Machine.. In: 4th Annual Conference of the International Technology Alliance (ACITA'10).